# Bryophaenocladius flavoscutellatus
Bryophaenocladius flavoscutellatus är en tvåvingeart som först beskrevs av Malloch 1915.  Bryophaenocladius flavoscutellatus ingår i släktet Bryophaenocladius och familjen fjädermyggor. Inga underarter finns listade i Catalogue of Life.